# Enypia moillieti
Enypia moillieti är en fjärilsart som beskrevs av Blackmore 1926. Enypia moillieti ingår i släktet Enypia och familjen mätare. Inga underarter finns listade i Catalogue of Life.